# 臨死 (2007年の映画)
『臨死』（りんし、原題：The Invisible）は、2007年のアメリカ映画。製作はスパイグラス・エンターテインメント。マッツ・ヴォールによる同名小説を映画化した2002年のスウェーデン映画『Den Osynlige』をリメイクしたものである。日本では劇場未公開で、DVDが発売されたのみ。

## キャスト
- ジャスティン・チャットウィン：ニック
- マルガリータ・レヴィエヴァ：アニー
- クリス・マークエット：ピート
- アレックス・オロックリン：マーカス
- カラム・キース・レニー：ラーソン
- マーシャ・ゲイ・ハーデン：ダイアン
- ミシェル・ハリソン：タニー
- サージ・ホード
- タニア・ソルニア
- ケヴィン・マクナルティ
- コーリー・モンテース
- クリストファー・ハイアーダール
- アンドリュー・フランシス

### 吹き替え
- ニック：野島健児
- アニー：宮島依里
- ダイアン：一柳みる
- ピート：岸尾だいすけ
- マーカス：佐藤美一
- ラーソン：加藤亮夫
- タニー：北西純子
- その他の声の吹き替え：石住昭彦／金子達／北川勝博／赤池裕美子／八木かおり／杉山大／北沢力／田代有紀／友永朱音／新田万紀子／白石充／四宮豪／岬凛／西川光義／一馬芳和

## スタッフ
- 監督：デヴィッド・S・ゴイヤー
- 製作：ロジャー・バーンバウム、ゲイリー・バーバー、ジョナサン・グリックマン、ニール・エデルスタイン、マイク・マキャリ
- 製作総指揮：ウィリアム・S・ビーズレイ、ピーター・ポッスン
- 原作：マッツ・ヴォール
- 脚本：ミック・デイヴィス、クリスティーン・ルーム
- 撮影：ガブリエル・ベリスタイン
- プロダクションデザイン：カルロス・バルボサ
- 編集：コンラッド・スマート
- 音楽：マルコ・ベルトラミ